# Angelo Parodi
(Renzo De Vecchi rivolgendosi a Parodi, al termine dell'amichevole Puteolana-Genoa 1-2, Pozzuoli 16 aprile 1922)
Angelo Parodi (Gaeta, 8 settembre 1900 – Napoli, 15 luglio 1981) è stato un calciatore italiano, di ruolo attaccante.

## Biografia
Di origine ligure, il papà era di Chiavari, visse l'adolescenza prima a Gaeta, sua città natale, e poi a Bagnoli, dove il genitore trovò un impiego presso la neonata Ilva. Sposatosi, ebbe due figlie, Adriana ed Amalia.

## Carriera
Fu soprannominato il Figlio del diavolo, per l'impeto ed il modo di giocare, che lo portarono ad essere uno dei più forti attaccanti in circolazione dei primi anni venti. Calcò i palcoscenici del massimo campionato italiano per 8 anni consecutivi, dal 1919 al 1927.
Cresciuto nelle giovanili della Bagnolese e del Naples, passò alla Puteolana, dove in tre campionati di massima serie segnò 24 gol in 24 gare. A causa del fallimento della squadra granata, passò al Savoia di Torre Annunziata dove nell'unica stagione in casacca biancoscudata realizzò 8 reti in 13 gare, giocando in un tridente che mise a segno 30 marcature, composto da Giulio Bobbio ed Ernesto Ghisi.
Nel 1923 passò di nuovo alla Bagnolese, dove rimase fino al 1932 con due parentesi alla Cavese e all'Aversana.
Si ritirò nel 1936, dopo essere tornato per un biennio alla Puteolana e aver chiuso con una presenza nello Stabia.
Complessivamente nella massima serie italiana ha giocato 70 gare e siglato 43 reti.

## Statistiche

### Presenze e reti nei club[7]
| Stagione         | Squadra          | Campionato       | Campionato | Campionato | Coppe nazionali | Coppe nazionali | Coppe nazionali | Altre coppe | Altre coppe | Altre coppe | Totale | Totale |
| Stagione         | Squadra          | Comp             | Pres       | Reti       | Comp            | Pres            | Reti            | Comp        | Pres        | Reti        | Pres   | Reti   |
| ---------------- | ---------------- | ---------------- | ---------- | ---------- | --------------- | --------------- | --------------- | ----------- | ----------- | ----------- | ------ | ------ |
| 1919-1920        | Puteolana        | PC               | 10         | 11         |                 |                 |                 |             |             |             | 10     | 11     |
| 1920-1921        | Puteolana        | PC               | 2          | 4          |                 |                 |                 |             |             |             | 2      | 4      |
| 1921-1922        | Puteolana        | PD               | 12         | 9          |                 |                 |                 |             |             |             | 12     | 9      |
| 1922-1923        | Savoia           | PD               | 13         | 8          |                 |                 |                 |             |             |             | 13     | 8      |
| 1923-1924        | Bagnolese        | PD               | 10         | 4          |                 |                 |                 |             |             |             | 10     | 4      |
| 1924-1925        | Cavese           | PD               | 8          | 0          |                 |                 |                 |             |             |             | 8      | 0      |
| 1925-1926        | Bagnolese        | PD               | 15         | 7          |                 |                 |                 |             |             |             | 15     | 7      |
| 1926-1927        | Bagnolese        | PD               | 11         | 8          |                 |                 |                 |             |             |             | 11     | 8      |
| 1927-1928        | Aversana         | SD               | ?          | ?          |                 |                 |                 |             |             |             | ?      | ?      |
| 1928-1929        | Aversana         | CM               | 10         | 2          |                 |                 |                 |             |             |             | 10     | 2      |
| Totale Aversana  | Totale Aversana  | Totale Aversana  | 10+        | 2+         |                 |                 |                 |             |             |             | 10+    | 2+     |
| 1929-1930        | Bagnolese        | SD               | ?          | ?          |                 |                 |                 |             |             |             | ?      | ?      |
| 1930-1931        | Bagnolese        | PD               | 14         | 0          |                 |                 |                 |             |             |             | 14     | 0      |
| 1931-1932        | Bagnolese        | PD               | 15         | 0          |                 |                 |                 |             |             |             | 15     | 0      |
| Totale Bagnolese | Totale Bagnolese | Totale Bagnolese | 65+        | 19+        |                 |                 |                 |             |             |             | 65+    | 19+    |
| 1932-1933        | Puteolana        | TD               | 1+         | 1+         |                 |                 |                 |             |             |             | 1+     | 1+     |
| 1933-1934        | Puteolana        | TD               | ?          | ?          |                 |                 |                 |             |             |             | ?      | ?      |
| Totale Puteolana | Totale Puteolana | Totale Puteolana | 25+        | 25+        |                 |                 |                 |             |             |             | 25+    | 25+    |
| 1935-1936        | Stabia           | PD               | 1          | 0          |                 |                 |                 |             |             |             | 1      | 0      |
| Totale carriera  | Totale carriera  | Totale carriera  | 122+       | 54+        |                 |                 |                 |             |             |             | 122+   | 54+    |

## Palmarès

### Club

#### Competizioni regionali
- Campione Campano: 2

Puteolana: 1921-1922
Savoia: 1922-1923